# 李能 (1916年)
李能（1916年—？），云南晋宁上蒜村人，中华人民共和国政治人物。

## 生平
1952年3月加入中国共产党，同年作为中国农民代表团成员访问苏联。1953年试办初级农业生产合作社，被评为云南省农业劳动模范。1954年9月至1964年11月，任一至三届全国人大代表。1956年任上蒜乡党支部书记，1958年任中共晋宁县委副书记，1961年任中共晋宁县委书记。“文革”中被诬陷为“反共救国军副团长”、“反革命”。1978年12月平反，调任昆明市农委副主任兼市农场管理局局长，并当选昆明市第七、第八、第九届人大代表。1983年退休。